# Saison 8 de Bleach
Cet article présente la saison 8 de Bleach.

## Saison 8
Cette saison a été diffusée du 12 décembre 2007 au 16 avril 2008 (épisodes 152 à 167) sur TV Tokyo. Elle est composée de 16 épisodes.
| No | Titre français                                                        | Titre japonais                   | Titre japonais                              | Date de 1re diffusion |
| No | Titre français                                                        | Kanji                            | Rōmaji                                      | Date de 1re diffusion |
| --- | --------------------------------------------------------------------- | -------------------------------- | ------------------------------------------- | --------------------- |
| 152 | Ichigo riposte ! Voici mon Bankai !                                   | 一護反撃！こいつが俺の解だ       | Ichigo hangeki! Koitsu ga ore no bankai da  | 12 décembre 2007      |
| [Chapitres 252-253-254] - Ichigo continue de combattre Dordonii, qui domine sans mal Ichigo sous sa forme libérée. Il demande plusieurs fois à son adversaire de libérer son Bankai mais celui-ci refuse. Dordonii lance donc un Cero sur Ichigo mais l'attaque est avalée et recrachée par Nel. Dordonii attaque Nel en réponse et Ichigo la protège en libérant son Bankai. Dordonii désire également voir le masque de hollow d'Ichigo et celui-ci le met avant de vaincre l'arrancar d'une seule attaque. Nel soigne Dordonii avec sa salive et celui-ci révèle ses motivations. Il désire vaincre Ichigo avec toute sa puissance afin de pouvoir regagner son statut d'Espada. Partiellement rétabli, il attaque Ichigo de nouveau. |                                                                       |                                  |                                             |                       |
| 153 | Recherche diabolique ! Le Plan de Szayel Aporro                       | 悪魔の研究！ザエルアポロの企み   | Akuma no kenkyū! Zaeruaporo no takurami     | 19 décembre 2007      |
| [Chapitres 254-255-256-262] - Dordonii est de nouveau vaincu par Ichigo et, pour le remercier de lui avoir montré toute sa puissance, décide de retenir les Exequias, un groupe d'arrancars lancé à la poursuite des intrus, qui achèvent Dordonii mais sont incapables de rattraper Ichigo. Quand Aizen apprend ceci, il demande qui a envoyé les Exequias et l'Espada Szayelaporro Grantz assume sa responsabilité. Aizen l'excuse, notant l'importance du cadavre de Dordonii pour les recherches de son subordonné, mais lui interdit de prendre d'autres initiatives. Uryû est en train de combattre l'arrancar nº105, Cirucci Sanderwicci, tandis que Rukia est approchée par l'Espada nº9, Aaroniero Arruruerie. Attirant Rukia dans ses quartiers sans lumière, Aaroniero retire son masque et révèle le visage de Kaien Shiba, l'ancien vice-capitaine de la 13e Division que Rukia a accidentellement tué.     |                                                                       |                                  |                                             |                       |
| 154 | Rukia et Kaien, réunion douloureuse                                   | ルキアと海燕、哀しみの再会       | Rukia to Kaien, kanashimi no saikai         | 26 décembre 2007      |
| [Chapitres 263-264] - Rukia discute avec Aaroniero, qui affirme être en réalité Kaien Shiba et, qu'après sa mort, il a ressuscité au Hueco Mundo avant de devenir l'un des Espadas. Aaroniero demande à Rukia de le laisser la tuer avant de lui demander de tuer ses amis, affirmant deux fois qu'il plaisante. Rukia réalise que ce Kaien n'est qu'un imposteur et défie l'Espada en duel. Mais celui-ci la domine facilement, affirmant que c'est lui qui a appris Rukia à se battre. |                                                                       |                                  |                                             |                       |
| 155 | Rukia riposte ! Le Kidô désespéré                                     | ルキア反撃！決死の鬼道を放て     | Rukia hangeki! Kesshi no kidō o hanate      | 9 janvier 2008        |
| [Chapitres 265-266-267] - Rukia poursuit son combat contre Aaroniero, qui utilise le Zanpakutô de Kaien, Nejibana. Maintenant désarmée, Rukia tente de lancer un sort sur son adversaire, qui est effrayé de la lumière du jour. Voyant cela, Rukia utilise un sort pour attacher son adversaire et faire un trou dans le mur. La lumière fait fondre le visage de Kaien, révélant le véritable visage d'Aaroniero : une boîte en verre avec deux crânes de hollow. Aaroniero explique que son pouvoir lui permet d'utiliser les techniques des hollows qu'il a dévoré et révèle avoir dévoré le hollow qui avait fusionné avec Kaien Shiba avant sa mort. Aaroniero libère son Zanpakutô, Glotoneria, qui transforme le bas de son corps en une gigantesque créature monstrueuse. |                                                                       |                                  |                                             |                       |
| 156 | Ishida et Pesche, l'attaque unifiée de l'amitié                       | 石田＆ペッシェ、友情の合体攻撃   | Ishida & Pesshe, yūjō no gattai kōgeki      | 16 janvier 2008       |
| [Chapitres 256-257] - Uryû poursuit son combat contre Cirucci, qui bloque toutes les attaques du Quincy avec son Zanpakutô. Pesche, qui a rejoint Uryû, décide d'aider celui-ci et provoque la chute de Cirucci grâce à sa salive. Insultée, Cirucci libère son Zanpakutô, Golondrina, la transformant en semi-aviaire avec des lames sur ses ailes. Incapable de contrer les lames de Cirucci avec ses flèches, Uryû saisit l'un de ses instruments de métaux afin de la transformer en lame d'énergie qui tranche les lames de Cirucci. |                                                                       |                                  |                                             |                       |
| 157 | L'Atout d'Ishida, le faucheur d'âmes                                  | 石田の切り札、魂を切り裂くもの   | Ishida no kirifuda, tamashī o kirisaku mono | 23 janvier 2008       |
| [Chapitres 258-259] - Avec sa lame d'énergie, Uryû met Cirucci en échec. En réponse, celle-ci renonce à ses ailes et concentre toute son énergie pour former une lame autour de sa queue. Mais la lame d'énergie d'Uryû absorbe l'énergie de Cirucci avant de transpercer sa source d'énergie spirituelle. Après les départs d'Uryû et Pesche, les Exequias viennent achever Cirucci. Dans le même temps, Chad affronte l'arrancar nº107, Gantenbainne Mosqueda. Après avoir encaissé plusieurs coups de son adversaire, Chad réalise quelle est sa véritable puissance et transforme son bras droit en immense bouclier nommé Brazo Derecho Del Gigante. |                                                                       |                                  |                                             |                       |
| 158 | Bras droit du géant, bras gauche du diable                            | 巨人の右腕、悪魔の左腕           | Kyojin no uwan, akuma no sawan              | 30 janvier 2008       |
| [Chapitres 260-261] - Avec la pleine puissance de son bras droit libérée, Chad domine facilement Gantenbainne et celui-ci libère son Zanpakutô, Dragra. Cependant, Chad révèle que son bras droit lui sert de bouclier et transforme son bras gauche, qu'il nomme Brazo Izquierdo del Diablo. Avec son bras gauche, Chad bat Gantenbainne et l'épargne. Cependant, il est défié par Nnoitra qui le bat d'une seule attaque. |                                                                       |                                  |                                             |                       |
| 159 | Yasutora Chad meurt ! Les Larmes d'Orihime                            | 茶渡泰虎死す！織姫の涙           | Sado Yasutora shisu! Orihime no namida      | 6 février 2008        |
| [Chapitres 262-263-264-265] - Déçu d'avoir vaincu son adversaire aussi facilement, Nnoitra se lance à la poursuite d'un autre intrus. La mort apparente de Chad est ressentie par tous ses amis et Orihime refuse la nourriture que lui donne Ulquiorra. Celui-ci l'exhorte à manger, ajoutant que ses amis sont condamnés et qu'ils ont foncé au Hueco Mundo sans penser aux conséquences. Orihime la gifle avant de pleurer après le départ d'Ulquiorra. Pendant ce temps, Renji et Dondochakka rencontrent Szayelaporro, l'Espada nº8. Renji tente de libérer son Bankai mais celui-ci se brise instantanément et Szayelaporro révèle à Renji qu'il a conçu une salle de combat qui l'empêche d'utiliser son Bankai. Pendant ce temps, face à Rukia, Aaroniero libère son Zanpakutô, Glotoneria. Il lui révèle avoir dévoré plus de 33 650 hollows et qu'il est capable d'utiliser tous leurs pouvoirs en même temps. |                                                                       |                                  |                                             |                       |
| 160 | Testament : Ton cœur est ici                                          | 遺言 心はここに...               | Yuigon - Kokoro wa koko ni                  | 13 février 2008       |
| [Chapitres 267-268-269] - Totalement dominée par la forme libérée d'Aaroniero, Rukia se laisse empaler par l'arme de son adversaire qui brise son Zanpakutô dans le processus. Tandis qu'Aaroniero éclate de rire, Rukia se remémore son entraînement avec Kaien qui lui avait enseigné comment le cœur d'une personne est transmis à ses proches après sa mort. Reprenant connaissance, elle utilise la troisième danse de son Shikai, Shirafune, qui reconstruit la lame glacée de son Zanpakutô et transperce la tête d'Aaroniero. Celui-ci meurt tandis que Rukia s'effondre d'épuisement. |                                                                       |                                  |                                             |                       |
| 161 | Le Cruel Arrancar. La Provocation d'Ulquiorra                         | 残酷な破面、ウルキオラの挑発     | Zankoku na arankaru, Urukiora no chōhatsu   | 20 février 2008       |
| [Chapitres 265-269-270] - La mort d'Aaroniero est ressentie par les autres Espadas. Quand Renji demande à Szayelaporro comment il a pu annuler son Bankai, celui-ci lui révèle qu'il a simplement étudié les données de son énergie spirituelle grâce aux parasites présents dans le corps de son frère Illford, que Renji avait précédemment combattu. Seulement armé de son Shikai, Renji est incapable de blesser Szayelaporro. Dans le même temps, Ichigo est intercepté par Ulquiorra qui l'informe de la mort de Rukia. Ichigo se met en route pour la sauver mais Ulquiorra lui révèle qu'il est celui qui a emmené Orihime au Hueco Mundo. Furieux d'apprendre ça, Ichigo défie Ulquiorra au combat et se prépare à utiliser toute sa puissance. |                                                                       |                                  |                                             |                       |
| 162 | Le Rire de Szayel Aporro. Renji complètement piégé                    | 笑うザエルアポロ、恋次包囲網完成 | Warau Zaeru aporo, Renji hōi ami kansei     | 27 février 2008       |
| [Chapitres 270-271-272] - Même après avoir lancé un Getsuga Tenshô à pleine puissance, Ichigo n'a pas pu blesser Ulquiorra ; celui-ci bat Ichigo sans difficulté. Cependant, Ichigo n'abandonne pas, persuadé qu'Ulquiorra est le plus puissant des Espadas. Ulquiorra montre son tatouage qui dévoile son rang d'Espada nº4 avant de poignarder Ichigo à la poitrine avec sa main, le laissant pour mort. Pendant ce temps, Orihime est confrontée par Loly Aivirrne et Menoly Mallia, deux arrancars jalouses qu'Aizen préfère Orihime plutôt qu'elles. Renji est quant à lui sur le point d'être vaincu par l'un des sbires de Szayelaporro, Medazeppi, quand il est sauvé à la dernière seconde par Uryû. |                                                                       |                                  |                                             |                       |
| 163 | Shinigami et Quincy, la folie de la bataille                          | 死神とクインシー、狂気との戦い   | Shinigami to kuinshī, kyōki to no tatakai   | 5 mars 2008           |
| [Chapitres 272-273-274] - Orihime est sauvé de Loly et Menoly par Grimmjow, qui veut la remercier de lui avoir soigné son bras. Il tue Menoly et blesse Loly avant d'emmener Orihime avec lui. Avant de partir, Orihime soigne tout de même Loly et Menoly. Pendant ce temps, Uryû découvre que son arrivée était prévue par Szayelaporro et que ses attaques sont inefficaces sur l'Espada et ses sbires. Renji sauve Uryû d'un coup critique et les deux se préparent à contre-attaquer. |                                                                       |                                  |                                             |                       |
| 164 | La Stratégie d'Ishida. Les Vingt Secondes d'attaque-défense           | 石田の作戦、20秒の攻防           | Ishida no sakusen, 20 byou no koubou        | 12 mars 2008          |
| [Chapitres 275-276-277] - Avec l'aide de Renji, Uryû parvient à piéger Szayelaporro dans un sort Quincy qui provoque une gigantesque explosion. Bien que l'attaque lui a fait des dégâts, elle a échoué à tuer Szayelaporro qui se régénère après avoir mangé l'un de ses sbires. L'Espada décide de se retirer pour changer de vêtements. Dans le même temps, Grimmjow emmène Orihime auprès d'Ichigo pour le soigner afin qu'il puisse le combattre. Mais avant qu'elle ait pu finir de le soigner, Ulquiorra arrive. |                                                                       |                                  |                                             |                       |
| 165 | Bouillantes intentions meurtrières ! La Joie de Grimmjow              | 殺意沸騰！歓喜のグリムジョー     | Satsui futtō! Kanki no Gurimujō             | 19 mars 2008          |
| [Chapitres 278-279-280] - Se servant d'un dispositif particulier, Grimmjow piège Ulquiorra dans une autre dimension dont il ne pourra pas se libérer avant deux ou trois heures. Orihime finit de soigner Ichigo et celui-ci commence à combattre Grimmjow. Mais même avec son Bankai libéré, Ichigo est tout de même dominé par Grimmjow. Celui-ci décide de lancer un Cero spécial, le Gran Rey Cero, sur Orihime et Nel, forçant Ichigo à mettre son masque de hollow pour interrompre l'attaque. |                                                                       |                                  |                                             |                       |
| 166 | Effort désespéré contre effort désespéré ! La Hollowmorphose d'Ichigo | 死力ＶＳ死力！ホロウ化した一護   | Shiryoku vs. shiryoku! Horōkashita Ichigo   | 9 avril 2008          |
| [Chapitres 281-282-283] - Grimmjow, satisfait qu'Ichigo utilise sa pleine puissance, libère son Zanpakutô, Pantera. Le duel est disputé mais Ichigo fatigue plus vite que son adversaire. Le combat est observé par l'Espada Tier Halibel et ses sbires, qui commentent le combat, ainsi que par Orihime, qui a peur d'Ichigo avec son masque. Nel l'exhorte à soutenir son ami et, après avoir hésité, elle encourage Ichigo. Celui-ci, en difficulté, trouve alors la force d'asséner un puissant coup à la poitrine de Grimmjow. |                                                                       |                                  |                                             |                       |
| 167 | Le Temps de la conclusion. La Fin de Grimmjow                         | 決着の時、グリムジョーの最後     | Kecchaku no toki, Gurimujō no saigo         | 16 avril 2008         |
| [Chapitres 284-285-286] - Dans des flashbacks, Grimmjow se remémore son passé de hollow ainsi que sa rencontre avec les futurs membres de son escouade, qui l'avaient désigné comme roi. De retour au présent, Grimmjow, bien que lourdement blessé, refuse d'abandonner. Il blesse gravement Ichigo à l'abdomen avant de lui lancer son attaque la plus puissante, Desgarrón. Cependant, Ichigo détruit l'attaque et bat finalement Grimmjow, qui s'évanouit. Après avoir déposé son adversaire au sol, Ichigo rejoint Orihime et Nel avant de se préparer à partir. Note : Cet épisode clôture l'arc majeur « L'Assaut du Hueco Mundo ». |                                                                       |                                  |                                             |                       |

#### Épisodes japonais
1. 1 2 3  (ja) « Bleach - Épisodes 143 à 154 », TV Tokyo (consulté le 30 novembre 2011)
2. 1 2 3 4 5 6 7 8 9 10 11  (ja) « Bleach - Épisodes 155 à 165 », TV Tokyo (consulté le 30 novembre 2011)
3. 1 2  (ja) « Bleach - Épisodes 166 à 177 », TV Tokyo (consulté le 30 novembre 2011)

#### Épisodes français
1. 1 2 3 4 5 6 7 8  « Bleach - Épisodes 152 à 159 » sur Anime.kaze.fr, consulté le 15 février 2012
2. 1 2 3 4 5 6 7 8  « Bleach - Épisodes 160 à 167 » sur Anime.kaze.fr, consulté le 15 février 2012